# Индустријска зона Матцеду (Каљари)
Индустријска зона Матцеду је насеље у Италији у округу Каљари, региону Сардинија.
Према процени из 2011. у насељу је живело 17 становника. Насеље се налази на надморској висини од 76 м.